# Gaius villosus
Espèce
Synonymes
- Anidiops villosus (Rainbow, 1914)

Gaius villosus est une espèce d'araignées mygalomorphes de la famille des Idiopidae. Un spécimen femelle de cette espèce nommé numéro 16, décédée à 43 ans, détient le record mondial de longévité, toutes araignées confondues, observé à ce jour ; ce spécimen était observé dans son milieu naturel en Australie depuis 1974, contrairement aux autres records de longévité qui sont généralement maintenus en captivité.

## Distribution
Cette espèce est endémique d'Australie-Occidentale. Elle se rencontre au Gascoyne, au Mid West, au Wheatbelt au Goldfields-Esperance.

## Description
Le mâle décrit par Rix, Raven et Harvey en 2018 mesure 28,7 mm et la femelle 38,7 mm.

## Publication originale
- Rainbow, 1914 : Studies in the Australian Araneidae. No. 6. The Terretelariae. Records of the Australian Museum, vol. 10, p. 187-270 (texte intégral).